# Långsjön (Enslövs socken, Halland)
Långsjön är en sjö i Halmstads kommun i Halland och ingår i Fylleåns huvudavrinningsområde.